# Mens Sana Basket 2008-2009
Questa voce raccoglie le informazioni riguardanti la Mens Sana Basket nelle competizioni ufficiali della stagione 2008-2009.

## Stagione
La stagione 2008-2009 della Mens Sana Basket, sponsorizzata Montepaschi, è la 23ª nel massimo campionato italiano di pallacanestro, la Serie A.

## Roster
Aggiornato al 17 dicembre 2021.
| Montepaschi Siena 2008-09 | Montepaschi Siena 2008-09 |
| Giocatori                 | Staff tecnico             |
| ------------------------- | ------------------------- |

| N. | Naz.                                                     | Ruolo | Nome                | Anno | Alt.   | Peso   |  |
| -- | -------------------------------------------------------- | ----- | ------------------- | ---- | ------ | ------ |  |
| 4  | Stati Uniti (bandiera) · Bosnia ed Erzegovina (bandiera) | G     | Henry Domercant     | 1980 | 193 cm | 95 kg  |  |
| 5  | Stati Uniti (bandiera)                                   | P     | Terrell McIntyre    | 1977 | 175 cm | 81 kg  |  |
| 7  | Stati Uniti (bandiera)                                   | P     | Morris Finley       | 1981 | 180 cm | 80 kg  |  |
| 8  | Nigeria (bandiera) · Italia (bandiera)                   | C     | Benjamin Eze        | 1981 | 208 cm | 115 kg |  |
| 9  | Italia (bandiera)                                        | G     | Marco Carraretto    | 1977 | 197 cm | 86 kg  |  |
| 10 | Rep. Centrafricana (bandiera)                            | AP    | Romain Sato         | 1981 | 195 cm | 93 kg  |  |
| 12 | Lituania (bandiera)                                      | AC    | Kšyštof Lavrinovič  | 1979 | 210 cm | 115 kg |  |
| 13 | Lituania (bandiera)                                      | G     | Rimantas Kaukėnas   | 1977 | 194 cm | 92 kg  |  |
| 14 | Italia (bandiera)                                        | AC    | Tomas Ress          | 1980 | 208 cm | 103 kg |  |
| 15 | Italia (bandiera)                                        | AC    | Tommaso Ingrosso    | 1992 | 204 cm | 100 kg |  |
| 15 | Georgia (bandiera) · Italia (bandiera)                   | AG    | Nik'a Met'reveli    | 1991 | 210 cm | 100 kg |  |
| 16 | Italia (bandiera)                                        | PG    | Simone Centanni     | 1991 | 186 cm | 75 kg  |  |
| 16 | Italia (bandiera)                                        | PG    | David Cournooh      | 1990 | 187 cm | 80 kg  |  |
| 16 | Italia (bandiera)                                        | P     | Nunzio Sabbatino    | 1992 | 186 cm |        |  |
| 18 | Italia (bandiera)                                        | C     | Luca Lechthaler     | 1986 | 206 cm | 105 kg |  |
| 19 | Stati Uniti (bandiera) · Slovenia (bandiera)             | PG    | Arriel McDonald     | 1972 | 191 cm | 90 kg  |  |
| 20 | Stati Uniti (bandiera) · Italia (bandiera)               | AC    | Shaun Stonerook (C) | 1977 | 201 cm | 109 kg |  |
| -  | Italia (bandiera)                                        | C     | Stefano Crotta      | 1990 | 208 cm | 108 kg |  |
| -  | Italia (bandiera)                                        | GA    | Alessandro Pucci    | 1992 | 195 cm |        |  |
| -  | Italia (bandiera)                                        | C     | Francesco Ramenghi  | 1992 | 208 cm |        |  |
| -  | Italia (bandiera)                                        | C     | Antonio Iannuzzi    | 1991 | 207 cm | 102 kg |  |

| Allenatore                                                                                   |
| - Simone Pianigiani                                                                          |
| Assistente/i                                                                                 |
| - Luca Banchi - Alessandro Magro Legenda - (C) Capitano - (IN) Inattivo - Infortunato Roster |

## Mercato

### Sessione estiva
| Acquisti | Acquisti          | Acquisti                             | Acquisti      | Acquisti |
| R.a      | Nome              | da                                   | Modalità      |          |
| -------- | ----------------- | ------------------------------------ | ------------- | -------- |
| G        | Henry Domercant   | Dinamo Mosca                         | definitivo    |          |
| P        | Morris Finley     | Nuova A.M.G. Sebastiani Basket Rieti | definitivo    |          |
| C        | Luca Lechthaler   | Sutor Montegranaro                   | fine prestito |          |
| P        | Lorenzo D'Ercole  | Basket Livorno                       | fine prestito |          |
| AP       | Luigi Datome      | Scafati Basket                       | fine prestito |          |
| P        | Francesco Gergati | Reyer Venezia                        | fine prestito |          |

| Cessioni | Cessioni          | Cessioni            | Cessioni       | Cessioni |
| R.       | Nome              | a                   | Modalità       |          |
| -------- | ----------------- | ------------------- | -------------- | -------- |
| PG       | Simone Berti      | Pall. Cantù         | fine contratto |          |
| G        | Drake Diener      | Scandone Avellino   | fine contratto |          |
| P        | Vlado Ilievski    | Olimpija Lubiana    | fine contratto |          |
| GA       | Bootsy Thornton   | Anadolu Efes        | fine contratto |          |
| AG       | Héctor Romero     | Amici Pall. Udinese | fine contratto |          |
| P        | Mike Wilks        | Orlando Magic       | fine contratto |          |
| P        | Lorenzo D'Ercole  | Amici Pall. Udinese | prestito       |          |
| AP       | Luigi Datome      | Virtus Roma         | fine contratto |          |
| G        | Marco Portannese  | Sutor Montegranaro  | prestito       |          |
| P        | Francesco Gergati | Olimpia Matera      | fine contratto |          |

### Dopo l'inizio della stagione
| Acquisti | Acquisti        | Acquisti     | Acquisti         | Acquisti   |
| R.       | Nome            | da           | Data             | Modalità   |
| -------- | --------------- | ------------ | ---------------- | ---------- |
| PG       | Arriel McDonald | Dinamo Mosca | 23 dicembre 2008 | definitivo |

| Cessioni | Cessioni | Cessioni | Cessioni | Cessioni |
| R.       | Nome     | a        | Data     | Modalità |
| -------- | -------- | -------- | -------- | -------- |